# Freddy Taylor
Freddy Taylor (New York, 1914 - onbekend) was een Amerikaanse jazzmuzikant (zang, trompet), danser en orkestleider.

## Biografie
Taylor begon zijn carrière als danser in de omgeving van de New Yorkse Cotton Club tijdens de jaren 1930. In 1933 kwam hij met Lucky Millinders orkest naar Europa, waar hij voortaan met eigen formaties werkte. Op de trompet kreeg hij onderricht van Bill Coleman. In zijn kwintet speelden ook Charlie Johnson, Chester Lanier, Fletcher Allen en de gitarist Oscar Alemán. Taylor blijft vooral in herinnering door zijn opnamesessies met Django Reinhardt, bij wie hij in mei en oktober 1936 de jazzstandards I'se Muggin', I Can't Give You Anything but Love, Georgia on My Mind en Nagasaki zong.
Tijdens het voorgaande jaar ontstonden opnamen voor Oriole Records (Blue Drag, Viper's Dream) met zijn band Freddy Taylor & His Swing Men from Harlem. In Parijs aanvaardde hij later de leiding van een club in Montmartre en met zijn eigen band trad hij ook op in Rotterdam. In 1937 leidde hij een orkest in het Coliseum, waartoe Louis Vola, Freddy Johnson en Noël Chiboust behoorden. Tijdens de jaren 1940 keerde Taylor terug naar de Verenigde Staten en trad hij nog op tot het eind van het jaar.

## Discografie
- Django Reinhardt: Americans in Paris (Naxos, 1935–1937)
- Django Reinhardt: Swing Guitars (Naxos, 1936–1937)
- Django Reinhardt: With Vocals (Naxos, 1933–1941)

- Gemeinsame Normdatei: 134926471
- International Standard Name Identifier: 0000 0000 4908 6520
- Library of Congress Control Number: no2006054464
- MusicBrainz: 9a94d366-a26a-49be-9f1e-a5f40e63398d
- Nationale Bibliotheek van Israël: 987007340253805171
- Virtual International Authority File: 41592908
- WorldCat: E39PBJhhvGYKgvThxVDvHT4yVC